# هلیلو (هوراند)
هلیلو یکی از روستاهای استان آذربایجان شرقی است که در دهستان دیکله بخش مرکزی شهرستان هوراند واقع شده‌است. این روستا ۱۶۳ نفر جمعیت دارد.